# Nara Bahadur Dahal
Nara Bahadur Dahal (ur. 17 sierpnia 1960) – nepalski lekkoatleta (długodystansowiec), olimpijczyk.
Brał udział w Letnich Igrzyskach Olimpijskich 1980 w Moskwie. Wystąpił w eliminacyjnym biegu na 10 000 metrów, w którym zajął ostatnie 13. miejsce (z czasem 31:19,8). W eliminacjach gorszy czas uzyskał tylko Motlalepula Thabana z Lesotho.
Rekord życiowy w biegu na 10 000 metrów – 31:19,8 (1980).